# Bärglistock
Bärglistock är ett berg på gränsen mellan kommunerna Grindelwald och Innertkirchen i kantonen Bern i Schweiz. Det är beläget i Bernalperna, cirka 65 kilometer sydost om huvudstaden Bern. Toppen på Bärglistock är 3 655 meter över havet.